# RpoB
Le gène rpoB code la sous-unité β de l'ARN polymérase bactérienne. On le trouve aussi chez les chloroplastes des plantes où il forme la sous-unité β de l'ARN polymérase encodée par plaste (ou PEP en anglais pour Plastid Encoded Polymerase). La tagetitoxine, un inhibiteur de la transcription chez les bactéries, inhibe également la PEP, montrant ainsi que le complexe qu'on retrouve chez les plantes est très similaire à l'enzyme homologue des bactéries. Il code 1342 acides aminés, ce qui en fait le deuxième plus grand polypeptide dans la cellule bactérienne. Le gène rpoB est sujet à des mutations qui confèrent la résistance à la rifamycine et ses dérivés tel que la rifampicine. Les mutations dans rpoB qui confèrent une résistance aux rifamycines le font en altérant les résidus du site de liaison de la rifamycine sur l'ARN polymérase, réduisant ainsi l'affinité de liaison de la rifamycine pour les rifamycines,.

Certaines bactéries contiennent plusieurs copies du gène de l'ARNr 16S , qui est couramment utilisé comme marqueur moléculaire pour étudier la phylogénie. Dans ces cas, le gène rpoB peut être utilisé pour étudier la diversité microbienne,.

## Résistance aux médicaments
Dans une bactérie sans la ou les mutations appropriées du gène rpoB, la rifampicine se lie à un site proche de la fourche de réplication de la sous-unité β et empêche la polymérase de transcrire plus de deux ou trois paires de bases de toute séquence d'ARN, stoppant ainsi la production de protéines dans la cellule,. Les bactéries avec des mutations dans les loci appropriés le long du gène rpoB sont résistantes à cet effet,.
Des études initiales ont été réalisées par Jin et Gross pour générer des mutations de rpoB chez E. coli, lui conférant une résistance à la rifampicine. Trois groupes de mutations ont été identifiés : le groupe I aux codons 507-533, le groupe II aux codons 563-572, et le groupe III au codon 687,. La majorité de ces mutations sont situées dans une région de 81 paires de bases (pb) dans le groupe I appelé "Région déterminant la résistance à la rifampicine (ou RRDR)". Cette résistance est généralement associée à une mutation dans laquelle une base de l'ADN est substituée à une autre et la nouvelle séquence code un acide aminé avec une grande chaîne latérale qui empêche les molécules de rifampicine de se lier à la polymérase.
Il existe d'autres mutations qui peuvent se produire dans la sous-unité β de la polymérase, situées loin du site de liaison de la rifampicine, et qui peuvent également entraîner une légère résistance, ce qui indique potentiellement que la forme de ces zones peut affecter la formation du site de liaison de la rifampicine.
Les sondes d'acide nucléique peuvent détecter des mutations dans rpoB qui confèrent une résistance à la rifampicine. Chez Mycobacterium tuberculosis, les mutations résistantes à la rifamycine les plus fréquemment rencontrées concernent les codons 516, 526 et 531 (numérotés, par convention, par rapport au gène rpoB d'Escherichia coli),. Chez Staphylococcus aureus, la mutation résistante à la rifamycine la plus fréquemment rencontrée implique le codon 526.
En plus de conférer une résistance à la rifampicine, certaines mutations rpoB ont été identifiées dans 70% des souches de Staphylococcus aureus résistant à la vancomycine (VISA).

## Effets physiologiques des mutationsrpoB
Les régions du gène rpoB qui sont susceptibles de subir des mutations sont généralement bien conservées, ce qui indique qu'elles sont essentielles pour la vie de l'organisme. Il est donc très probable que les mutations au sein de ces régions aient un certain effet sur la fitness générale de l'organisme. Ces changements physiologiques peuvent inclure un taux de croissance réduit, une sensibilité accrue aux augmentations ou aux diminutions de température, et des altérations des propriétés d'élongation de la chaîne d'ARN et de terminaison de la transcription. Ces changements ne sont cependant pas universels pour toutes les bactéries. Une mutation dans le codon 450 chez M. tuberculosis entraîne une perte mineure de la fitness, tandis que la mutation correspondante chez S. aureus fait que les cellules sont à peine capables de survivre.
Chez Neisseria meningitidis, on a observé que les mutations rpoB augmentent l'expression des enzymes qui interviennent dans le métabolisme des glucides, ainsi que des enzymes intervenant dans le cycle de l'acide citrique et dans l'élongation de la transcription. Dans le même temps, les gènes codant les enzymes impliquées dans la production d'ATP, la division cellulaire et le métabolisme des lipides sont tous contre-régulés, ou exprimés à des niveaux plus bas que la normale.
Chez M. tuberculosis, les mutations du gène rpoB peuvent considérablement réguler à la hausse la polycétide synthase, indiquant potentiellement une production accrue de phthiocérol dimycocérosate, un lipide produit par M. tuberculosis et impliqué dans la virulence de la bactérie. Les mutations ont également un impact sur les processus de liaison au promoteur, d'élongation, de terminaison et de réparation couplée à la transcription dans l'ARN polymérase elle-même. C'est pourquoi les mutations rpoB ont été utilisées pour étudier les mécanismes de transcription avant que l'intérêt ne se porte sur leur capacité à conférer une résistance aux antibiotiques. Des mutations particulières peuvent même donner naissance à des souches de M. tuberculosis qui se développent mieux en présence de rifampicine qu'en l'absence d'antibiotique.
Chez les bactéries qui sont utilisées pour produire des antibiotiques naturels tels que l'érythromycine (Saccharopolyspora erythraea) et la vancomycine (Amycolatopsis orientalis), certaines mutations rpoB peuvent augmenter la production d'antibiotiques par les bactéries présentant ces mutations.